# Heestpoort
De Heestpoort is een voormalige middeleeuwse stadspoort van de stad Deventer. De poort lag dicht bij de Bergpoort ter hoogte van het Bergschild en komt voor het eerst voor in de Cameraarsrekeningen  (stadsrekeningen) van 1344.
Bergpoort 
· Brinkpoort 
· Duimpoort 
· Heestpoort 
· Kraanpoort 
· Melksterpoort
· Mosselpoort
· Noordenbergpoort
· Pijperspoort
· Raampoort
· Schoenmakerspoort
· Veerpoort 
· Verwerspoort 
· Vispoort 
· Vullerspoort
· Zandpoort